# Josef Otte
Josef Otte (* 15. März 1931 in Mettingen; † 20. Juli 2012) war ein deutscher Bergmann und nordrhein-westfälischer Kommunalpolitiker (CDU).
Er war von 1969 bis 1994 Bürgermeister der Gemeinde Mettingen, deren Entwicklung er in diesen Jahren maßgeblich mitgestaltet hat.

## Leben

### Herkunft und berufliche Tätigkeit
Josef Otte wuchs mit seinen fünf Geschwistern in seinem Geburtsort Mettingen auf. Sein Leben lang blieb er in der dortigen Bauerschaft Nierenburg tief verwurzelt. Im Zweiten Weltkrieg verließ er im Alter von 13 Jahren die Schule und arbeitete in der Landwirtschaft. Nachdem sein Vater Invalide geworden war, brach er eine begonnene Forstlehre ab und bewarb sich beim Bergwerk Ibbenbüren der Preussag, wo er 1945 dank einer Ausnahmegenehmigung als Bergmann eingestellt wurde.
Die Interessen der Bergleute vertrat Josef Otte ab den 1950er Jahren als Betriebsrat der Preussag und als Gewerkschafter, so als Vorsitzender der IGBE-Ortsgruppe Mettingen von 1975 bis 1987. Daneben war er auch in der Katholischen Arbeitnehmer-Bewegung (KAB) aktiv.
1957 heiratete er Hildegard Peters. Das Ehepaar Otte hatte vier Kinder.

### Ehrenamtliche kommunalpolitische Betätigung
Seine kommunalpolitische Laufbahn begann 1959 nach einem Gespräch mit Kaplan Josef Homeyer. Dieser vertrat die Auffassung, dass Nierenburg unbedingt ein CDU-Mitglied im Mettinger Gemeinderat brauche. Obwohl er als Zentrums-Mitglied eigentlich dort seine politische Heimat sah, sagte Josef Otte schließlich zu und kandidierte 1961 erfolgreich für den Wahlbezirk Nierenburg-Nordhausen. Als Anhänger der Christlich-Demokratischen Arbeitnehmerschaft (CDA) gehörte er dem linken Flügel der CDU an. Über viele Jahre engagierte sich Otte zudem als stellvertretender Vorsitzender sowohl der Ortsunion Mettingen als auch des Kreisverbandes der CDU.
1966 wählten ihn seine Parteifreunde zum stellvertretenden Bürgermeister der Gemeinde Mettingen. Als Joseph Focke 1969 das Amt des Bürgermeisters aus beruflichen und aus Altersgründen zurückgab, wählte der Rat Josef Otte zu seinem Nachfolger. Während der folgenden vier Wahlperioden wurde er dann stets von den Wählern bestätigt und vom Rat als ehrenamtlicher Bürgermeister wiedergewählt. Damit war er schließlich Anfang der 1990er Jahre der dienstälteste Bürgermeister des Tecklenburger Landes.

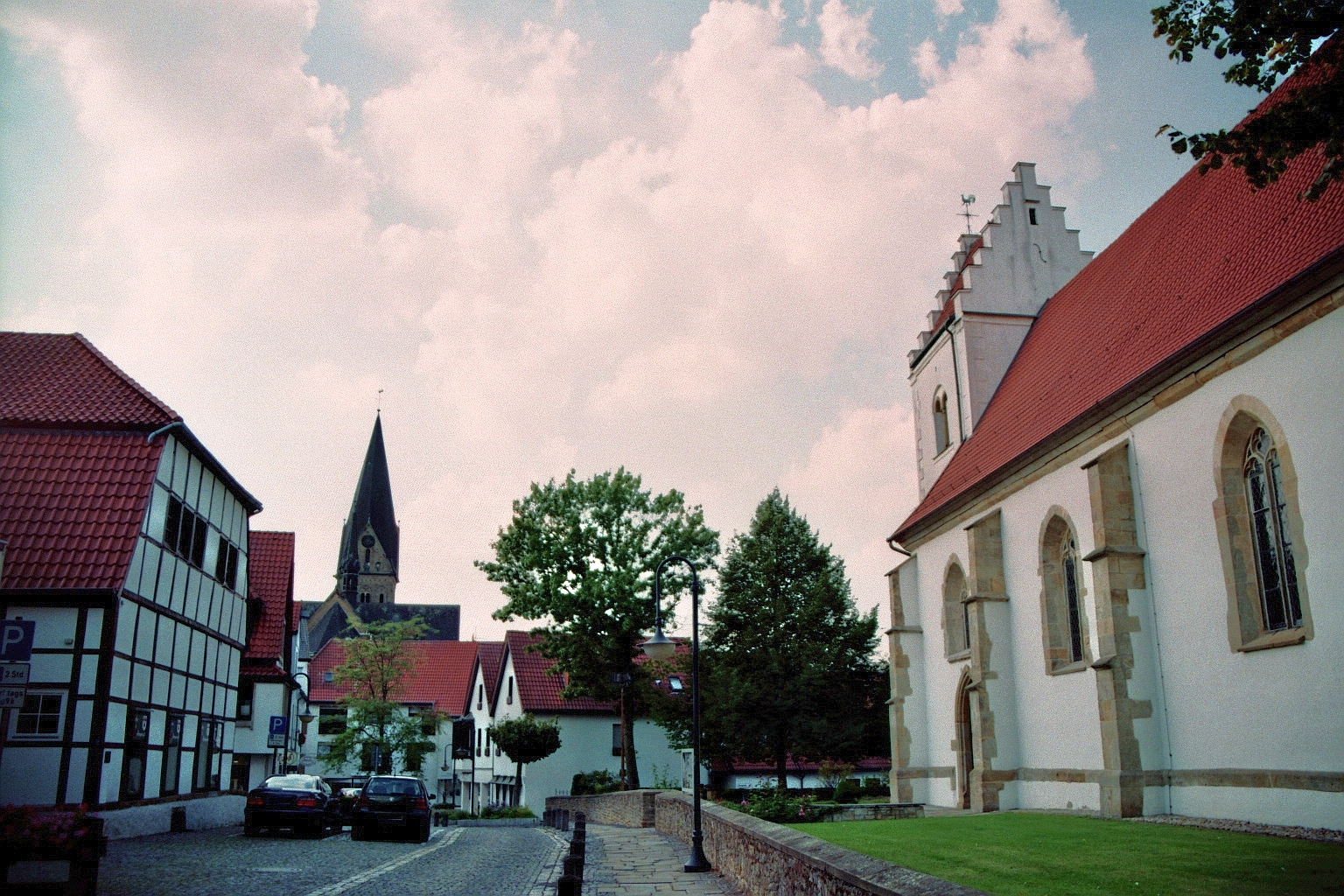
Das heutige Gesicht Mettingens entstand im Zuge der Ortskernsanierung bis 1985. Josef Ottes Name ist damit untrennbar verbunden.

In diesen 25 Jahren hat Josef Otte in enger Zusammenarbeit mit den Gemeindedirektoren Heinz König und später Johannes Hackmann die Entwicklung der Gemeinde Mettingen wesentlich mitgestaltet. Untrennbar verbunden bleibt sein Name mit der Ende der 1960er Jahre begonnenen und 1985 abgeschlossenen Ortskernsanierung, die – nicht nur wegen der Aussiedelung der Kornbrennerei C. Langemeyer – das Aussehen Mettingens erheblich veränderte. Dafür mussten nicht nur zahlreiche Grundstücksverhandlungen geführt, sondern auch verschiedenste Interessen zur Ortsgestaltung unter einen Hut gebracht werden. Dabei bewies Otte großes Vermittlungsgeschick, was ihm allseits hohes Ansehen und große Popularität als „Schwarzer Riese“ seines Heimatortes verschaffte. Er selbst sah sich stets nicht als Parteipolitiker, sondern als eine Art Ombudsmann über Parteigrenzen hinweg. Trotzdem gab es in diesen politisch sehr bewegten Jahren manch Auseinandersetzung im Gemeinderat. In der Rückschau sagte Josef Otte noch 2001:

„Manchmal bin ich nach einer strittigen Diskussion abends heim gegangen und habe gedacht, morgen bin ich bestimmt nicht mehr Bürgermeister.“

Verdienste erwarb sich Josef Otte zudem auf dem Gebiet des Wohnungsbaus und des Schulwesens für die stetig wachsende Zahl der Einwohner Mettingens. Auch für die 1978 besiegelte Partnerschaft mit dem niederländischen Ort Raalte setzte er sich maßgeblich ein. Zum Ende seiner Amtszeit wurde Mettingen 1992 zudem ein staatlich anerkannter Erholungsort. Landrat Martin Stroot – selbst lange Jahre Bürgermeister der Nachbargemeinde Recke – sagte 1991, in Ottes Amtszeit habe sich Mettingen „zur Vorzeigegemeinde im Kreis Steinfurt und darüber hinaus entwickelt“.
Nach der kommunalen Neugliederung war Josef Otte von 1975 bis 1989 zudem Mitglied des Kreistages des neu gebildeten Kreises Steinfurt. Er gehörte verschiedenen Ausschüssen an und saß auch im Polizeibeirat, im Zweckverband Sparkasse Ibbenbüren und in der Beteiligungsgesellschaft des Kreises Steinfurt.

### Sonstiges gesellschaftliches Engagement
Parallel zu seinem Bürgermeisteramt war Josef Otte noch in verschiedenen weiteren Vereinen und Gremien an vorderer Stelle aktiv. So amtierte er ab 1975 als stellvertretender Vorsitzender des VfL Eintracht Mettingen, später dann als Vorsitzender. Nach seinem Ausscheiden aus diesem Amt im Jahr 2000 wählten ihn die VfL-Mitglieder zum Ehrenvorsitzenden des Sportvereins. Zur Eröffnung der Tüöttensporthalle 1993 rief Otte in seiner Funktion als Bürgermeister zwecks Kontaktpflege ein internes Fußballturnier der Mettinger Vereine ins Leben. Seither wird jährlich der von ihm gestiftete Josef-Otte-Pokal ausgespielt.
Zeitweilig gehörte Otte auch dem Pfarrverwaltungsrat der Pfarrgemeinde St. Agatha an. Sein Engagement im Kuratorium des Mettinger St.-Elisabeth-Hospitals legte er nieder, als die St.-Agatha-Gemeinde im Jahr 2000 ihre Trägerschaft des Krankenhauses an die Mathias-Stiftung Rheine übertrug. Ab 2001 engagierte er sich jedoch noch im Vorstand des Fördervereins Altenheim Maria-Frieden, das ebenfalls zum Verbund der Mathias-Stiftung gehört.
Als Mitglied des Schützenvereins Nierenburg-Nordhausen errang Josef Otte 1974 und 1978 die Königswürde. Er war auch „Kegelvater“ des 1931 gegründeten und damit ältesten Mettinger Kegelclubs Fidelio.
Ehrenbürgermeister Josef Otte starb am 20. Juli 2012 im Alter von 81 Jahren. Seine letzte Ruhe fand er auf dem Alten Friedhof in Mettingen.

## Auszeichnungen
Für seine „besonders hervorragenden Verdienste um das Gemeinwesen“ verlieh der Bundespräsident Josef Otte 1991 das Verdienstkreuz am Bande des Verdienstordens der Bundesrepublik Deutschland. Der Rat der Gemeinde Mettingen würdigte Ottes Verdienste unter anderem damit, dass er ihn 1994 einstimmig zum Ehrenbürgermeister ernannte.